# Go Go GFriend! Tour
Go Go GFriend! Tour là chuyến lưu diễn Châu Á thứ hai của nhóm nhạc nữ Hàn Quốc GFriend. Chuyến lưu diễn bắt đầu vào ngày 18 tháng 5 năm 2019 tại Seoul, Hàn Quốc và kết thúc vào ngày 17 tháng 11 năm 2019 tại Yokohama, Nhật Bản, với 10 buổi hòa nhạc ở 9 quốc gia, bao gồm Hàn Quốc, Malaysia, Singapore, Thái Lan, Hồng Kông, Indonesia, Philippines, Đài Loan và Nhật Bản. Tổng cộng, chuyến lưu diễn đã thu hút 75,000 người tham dự.

## Bối cảnh
Vào ngày 14 tháng 2 năm 2019, bốn ngày sau buổi họp mặt người hâm mộ, nhóm đã công bố kế hoạch về chuyến lưu diễn Châu Á tương tự như năm 2018, đồng thời tiết lộ lịch trình cho chuyến lưu diễn thông qua trang fancafe và mạng xã hội chính thức của nhóm. Sau buổi biểu diễn ở Seoul, nhóm sẽ đến 8 quốc gia để lưu diễn. Vào ngày 22 tháng 3, tên chính thức của chuyến lưu diễn Châu Á đã được xác nhận là "Go Go GFriend!", với lịch trình bổ sung cho các buổi biểu diễn ở Nhật Bản.

## Lịch diễn
| Ngày              | Thành phố    | Quốc gia    | Địa điểm                                       | Số người tham dự | Doanh thu (USD) |
| ----------------- | ------------ | ----------- | ---------------------------------------------- | ---------------- | --------------- |
| 18 tháng 5, 2019  | Seoul        | Hàn Quốc    | SK Olympic Handball Gymnasium                  | 9,866            | 817,371         |
| 19 tháng 5, 2019  | Seoul        | Hàn Quốc    | SK Olympic Handball Gymnasium                  | 9,866            | 817,371         |
| 29 tháng 6, 2019  | Kuala Lumpur | Malaysia    | Sân vận động trong nhà Malawati                | 4.632            | 373.208         |
| 20 tháng 7, 2019  | Singapore    | Singapore   | The Star Theater                               | 1,498            | 228,006         |
| 27 tháng 7, 2019  | Băng Cốc     | Thái Lan    | BCC Hall Central Plaza                         | 2,732            | 438,397         |
| 3 tháng 8, 2019   | Hồng Kông    | Hồng Kông   | AsiaWorld–Expo                                 | 4,062            | 552,794         |
| 23 tháng 8, 2019  | Jakarta      | Indonesia   | The Kasablanka Hall                            | 3,300            | 321,252         |
| 25 tháng 8, 2019  | Manila       | Philippines | New Frontier Theater                           | 2,732            | 311,397         |
| 31 tháng 8, 2019  | Đài Bắc      | Đài Loan    | Nhà thi đấu Đại học Thể thao Quốc gia Đài Loan | 4.200            | 548.361         |
| 17 tháng 11, 2019 | Yokohama     | Nhật Bản    | Pacifico Yokohama                              | 3,798            | 316,843         |
| Tổng cộng         | Tổng cộng    | Tổng cộng   | Tổng cộng                                      | 75,000           | 7,387,500       |

## Danh sách bài hát biểu diễn
Nhóm đã biểu diễn 8 bài hát trong album phòng thu thứ hai Time for Us và một số bài hát chưa được biểu diễn từ các album trước cũng được biểu diễn lần đầu tiên. Đặc biệt, bài hát chưa được phát hành "Hope" được các thành viên sáng tác cho người hâm mộ của nhóm, BUDDY, cũng được phát hành thông qua buổi hòa nhạc. Ngoài ra, phiên bản tiếng Hàn của bài hát tiếng Nhật "Flower" được phát hành vào tháng 3 cũng được biểu diễn lần đầu tiên.
Danh sách cho buổi biểu diễn ở Singapore cũng giống như buổi biểu diễn ở Seoul.
Danh sách cho các buổi hòa nhạc được tổ chức ở Kuala Lumpur, Băng Cốc, Hồng Kông, Jakarta, Manila và Đài Bắc giống với buổi hòa nhạc ở Seoul, nhưng một số lời bài hát từ "Me Gustas Tu", đã được hát bằng nhiều ngôn ngữ khác nhau.
Tại Kuala Lumpur, Băng Cốc, Hồng Kông, Jakarta, Manila, Đài Bắc và Yokohama, một số lời bài hát của "Time for the Moon Night" đã được hát bằng ngôn ngữ tương ứng với địa điểm tổ chức buổi hòa nhạc.
Ở Manila và Đài Bắc, "Love Bug" đã bị bỏ qua.